# Schaatsen op de Olympische Winterspelen 2022 - 5000 meter mannen
De 5000 meter mannen op de Olympische Winterspelen 2022 werd op zondag 6 februari 2022 in de National Speed Skating Oval in Peking, China verreden.

## Tijdschema
| Datum      | Lokale tijd | MET   |
| ---------- | ----------- | ----- |
| 6 februari | 16:30       | 09:30 |

## Records
Records voor aanvang van de Spelen in 2022. 
| Titelhouder      | Sven Kramer        | Nederland | 6:09,76 | Gangneung      | Olympische winterspelen 2018 | 11 februari 2018 |
| Wereldrecord     | Nils van der Poel  | Zweden    | 6:01,56 | Salt Lake City | Wereldbeker 3 2021/2022      | 3 december 2021  |
| Olympisch record | Sven Kramer        | Nederland | 6:09,76 | Gangneung      | Olympische winterspelen 2018 | 11 februari 2018 |
| Baanrecord       | Muhamaiti Hanahati | China     | 6:37,80 | Olympic Test   | Olympic Test                 | Olympic Test     |

## Statistieken

### Uitslag
| Plaats | Naam                  | Land             | Tijd    | Verschil |
| ------ | --------------------- | ---------------- | ------- | -------- |
| Goud   | Nils van der Poel     | Zweden           | 6:08,84 | BR       |
| Zilver | Patrick Roest         | Nederland        | 6:09,31 | + 0,47   |
| Brons  | Hallgeir Engebråten   | Noorwegen        | 6:09,88 | + 1,04   |
| 4      | Sergej Trofimov       | Russische ploeg  | 6:10,27 | + 1,43   |
| 5      | Jorrit Bergsma        | Nederland        | 6:13,18 | + 4,34   |
| 6      | Aleksandr Roemjantsev | Russische ploeg  | 6:15,02 | + 6,18   |
| 7      | Bart Swings           | België           | 6:16,90 | + 8,06   |
| 8      | Davide Ghiotto        | Italië           | 6:16,92 | + 8,08   |
| 9      | Sven Kramer           | Nederland        | 6:17,04 | + 8,20   |
| 10     | Ted-Jan Bloemen       | Canada           | 6:19,11 | + 10,27  |
| 11     | Patrick Beckert       | Duitsland        | 6:19,58 | + 10,74  |
| 12     | Seitaro Ichinohe      | Japan            | 6:19,81 | + 10,97  |
| 13     | Felix Rijhnen         | Duitsland        | 6:19,86 | + 11,02  |
| 14     | Roeslan Zacharov      | Russische ploeg  | 6:21,00 | + 12,16  |
| 15     | Michele Malfatti      | Italië           | 6:21,47 | + 12,63  |
| 16     | Emery Lehman          | Verenigde Staten | 6:21,80 | + 12,96  |
| 17     | Ethan Cepuran         | Verenigde Staten | 6:25,97 | + 17,13  |
| 18     | Livio Wenger          | Zwitserland      | 6:27,01 | + 18,17  |
| 19     | Viktor-Hald Thorup    | Denemarken       | 6:28,87 | + 20,03  |
| 20     | Andrea Giovannini     | Italië           | 6:30,11 | + 21,27  |

PR = persoonlijk record

### Startlijst
| Rit        | Binnenbaan            | Buitenbaan          |
| ---------- | --------------------- | ------------------- |
| 1          | Sven Kramer           | Viktor-Hald Thorup  |
| 2          | Emery Lehman          | Felix Rijhnen       |
| 3          | Sergej Trofimov       | Hallgeir Engebråten |
| 4          | Livio Wenger          | Ethan Cepuran       |
| 5          | Andrea Giovannini     | Patrick Roest       |
| Dweilpauze |                       |                     |
| 6          | Jorrit Bergsma        | Seitaro Ichinohe    |
| 7          | Patrick Beckert       | Michele Malfatti    |
| 8          | Aleksandr Roemjantsev | Davide Ghiotto      |
| 9          | Roeslan Zacharov      | Ted-Jan Bloemen     |
| 10         | Bart Swings           | Nils van der Poel   |

## IJs- en klimaatcondities
| Tijd             | 16:28   | 17:09   | 17:32   | 18:12   |
| Paar             | 1       | 5       | 6       | 10      |
| Luchttemperatuur | 16,4°C  | 13,4°C  | 15,6°C  | 13,6°C  |
| IJstemperatuur   | -10,9°C | -10,8°C | -10,7°C | -10,7°C |
| Luchtvochtigheid | 21%     | 24%     | 28%     | 24%     |
| Luchtdruk        | 1024hPa | 1024hPa | 1024hPa | 1024hPa |

## Deelnemers

### Lotingsgroepen
| Groep | SOQC                                      | Nr. | Naam                  | Rit      |
| ----- | ----------------------------------------- | --- | --------------------- | -------- |
| I     | 6 best gerangschikte deelnemers           | 1   | Nils van der Poel     | 8 t/m 10 |
| I     | 6 best gerangschikte deelnemers           | 2   | Ted-Jan Bloemen       | 8 t/m 10 |
| I     | 6 best gerangschikte deelnemers           | 3   | Davide Ghiotto        | 8 t/m 10 |
| I     | 6 best gerangschikte deelnemers           | 4   | Bart Swings           | 8 t/m 10 |
| I     | 6 best gerangschikte deelnemers           | 5   | Roeslan Zacharov      | 8 t/m 10 |
| I     | 6 best gerangschikte deelnemers           | 6   | Aleksandr Roemjantsev | 8 t/m 10 |
| II    | 7 tot nummer 12 gerangschikte deelnemers  | 7   | Jorrit Bergsma        | 5 t/m 7  |
| II    | 7 tot nummer 12 gerangschikte deelnemers  | 8   | Patrick Beckert       | 5 t/m 7  |
| II    | 7 tot nummer 12 gerangschikte deelnemers  | 9   | Patrick Roest         | 5 t/m 7  |
| II    | 7 tot nummer 12 gerangschikte deelnemers  | 10  | Seitaro Ichinohe      | 5 t/m 7  |
| II    | 7 tot nummer 12 gerangschikte deelnemers  | 11  | Andrea Giovannini     | 5 t/m 7  |
| II    | 7 tot nummer 12 gerangschikte deelnemers  | 12  | Michele Malfatti      | 5 t/m 7  |
| III   | 13 tot nummer 18 gerangschikte deelnemers | 13  | Sergej Trofimov       | 2 t/m 4  |
| III   | 13 tot nummer 18 gerangschikte deelnemers | 14  | Felix Rijhnen         | 2 t/m 4  |
| III   | 13 tot nummer 18 gerangschikte deelnemers | 15  | Livio Wenger          | 2 t/m 4  |
| III   | 13 tot nummer 18 gerangschikte deelnemers | 16  | Ethan Cepuran         | 2 t/m 4  |
| III   | 13 tot nummer 18 gerangschikte deelnemers | 17  | Emery Lehman          | 2 t/m 4  |
| III   | 13 tot nummer 18 gerangschikte deelnemers | 18  | Hallgeir Engebråten   | 2 t/m 4  |
| IV    | 19 tot nummer 20 gerangschikte deelnemers | 19  | Viktor Hald Thorup    | 1        |
| IV    | 19 tot nummer 20 gerangschikte deelnemers | 20  | Sven Kramer           | 1        |